# 二宮和弘
二宮 和弘（にのみや かずひろ、1946年11月28日 - ）は、日本の柔道家。1976年モントリオールオリンピック柔道男子93kg級金メダリスト。福岡県福岡市出身。柔道九段。

## 来歴
博多高校卒業後、天理大学を経て、正気塾にて岡野功に師事する。その後、当時の福岡県警柔道師範の誘いで、1972年4月より県警に入る。同年全日本選手権で3位入賞。
1973年のスイス・ローザンヌの世界選手権での無差別級で優勝、翌1974年の全日本選手権でも準優勝。永くライバル関係の上口孝文（同じく全日本柔道選手権準優勝経験者）を下して出場した1976年モントリオールオリンピックでは、当時の日本人選手が苦手にしていたクラスで金メダルを獲得。下馬評も決して高くは無かったが190 cm近い日本人離れした長い手足が武器となっていた。
1978年の嘉納杯95kg級準優勝を最後に引退。現在は九州柔道協会理事、福岡県柔道協会理事長、福岡県警察本部教養課柔道首席師範として若手の指導にあたっている。定年退職後の2007年4月からは西日本工業大学柔道部の監督にも就任した。
モントリオールオリンピックの80kg級金メダリストで福岡県警の同僚だった園田勇とは、30年以上ライバルにして親友の関係にある。

## 戦歴
- 1970年：アジア柔道選手権（柔道・重量級）優勝
- 1972年：ソ連国際柔道選手権（重量級）優勝
- 1973年：フランス国際柔道選手権（重量級）優勝
- 1973年：ローザンヌ世界柔道選手権大会（無差別級）優勝
- 1973年：全国警察柔道選手権 優勝
- 1974年：全日本柔道選手権大会 2位
- 1975年：ウィーン世界柔道選手権大会（無差別級）2位
- 1976年：全日本選抜体重別選手権（95kg級）優勝
- 1976年：モントリオール五輪（軽重量級）優勝
- 1977年：全日本選抜体重別選手権（95kg級）優勝